# Turcos oguz
Los turcos oguz u oghuz (< oγuz) era el nombre de una antigua confederación de pueblos túrquicos. Fue una de las confederaciones tribales que aparecieron tras el colapso del imperio de los Köktürks en el año 744. Recibieron el nombre por su legendario capitán, Oguzhan (jagan oguz).
Los escritores musulmanes llamaron a los oguzes convertidos al islam Federación turcomana, sobre todo en el área de influencia selyúcida. El nombre turcomano sustituyó al de oguz a partir del momento de las invasiones mongolas (batalla de Köse Dağ, año 1243).

## Etimología
Oğuz es una palabra turca derivada de la raíz *oγ- o *uq- que sugiere ‘relación con’. Por ejemplo, ogul significa ‘hijo’; oglan, ‘niño’; oglaq, ‘cabritillo’; ogush, ‘clan’ o ‘tribu’. Por tanto, oghuz (y oghur) puede ser traducido con el sentido de clan o tribu, grupo tribal, grupo de tribus aliadas. En las fuentes históricas oğuz suele presentarse con un prefijo numérico, como Üch Oguz (una alianza de tres tribus), Toquz Oguz (confederación de nueve clanes) y Oguz Sekiz (idem de ocho tribus).
Por tanto la voz Oğuz en turco y orjón remite a Toquz Oğuz, una federación de tribus descendientes de los kirguís que emigraron desde el valle del Yeniséi.

## La tribu oguz y sus subgrupos

El Estado oguz de Yagbu, entre el mar Caspio y el mar de Aral.

Los oguz eran una de las federaciones tribales más importantes en el imperio de los túrquicos. Según Alín Alathir, llegaron al valle del Sir Daria en la época del califa Mohamedín Mansur Almahdi, entre los años 775 y 783, y fundaron una comunidad compuesta por unos veinticinco clanes gobernados por un yabghu. La existencia de este título demuestra que el clan oguz ya era autónomo dentro del Imperio köktürk cuando este desapareció en el año 742. Rashidaldín informó que los oguz se subdividían en dos confederaciones, Bozok y Üchok.
Los subgrupos de la confederación Bozok eran: Kayı, Bayat, Alka Evli, Kara Evli, Yazir, Döger, Dudurgha, Yaparli, Avshar, Kizik, Begdili y Karkin. Por su parte, los subgrupos Üçok eran: Bayundur, Peçene, Çavuldur, Çepni, Yigdir, Bügdüz, Yiwa y Kinik. 
La dinastía selyúcida era parte del clan Kenek, los otomanos pertenecían al Kayı y los Ak Koyunlu al Bayundur. Se cree que las lenguas túrquicas suroccidentales modernas derivan del túrquico hablado por los oguz.

### Citas
1. 1 2 3  Ambros, Andrews, Balim, Bazin, Cler, Golden, Gökalp, Flemming, Hazai, Karamustafa, Kleinmichl, Zieme y Zürcher (2000). Encyclopaedia of Islam. Brill (edición digital). pp. artículo Turks, sección 1.2 The tribal history of the Central Asian Turks. ISBN 90-04-11211-1.
2. ↑  Encyclopaedia of Islam. Artículo Türkmen, volumen X, pág. 682.
3. ↑  Golden: op. cit., pág. 96.
4. 1 2  Golden: op. cit., pág. 206.